# Krinodendron
Krinodendron (Crinodendron Molina) – rodzaj roślin z rodziny eleokarpowatych (Elaeocarpaceae). Obejmuje w zależności od ujęcia cztery lub pięć gatunków. Są to rośliny drzewiaste rosnące w lasach deszczowych i formacjach zaroślowych w południowej części Ameryki Południowej, na północy sięgając po Boliwię i południową część Brazylii. Jako introdukowane i zdziczałe rosną na wyspach Juan Fernández. Rośliny o czerwonych i bezwonnych kwiatach zapylane są przez kolibry, a te o kwiatach białych, wonnych – przez owady.
Niektóre gatunki, zwłaszcza Crinodendron hookerianum, rzadziej C. patagua, uprawiane są jako ozdobne na obszarach o łagodnym klimacie – np. w zachodniej Europie (nie są mrozoodporne).

## Morfologia

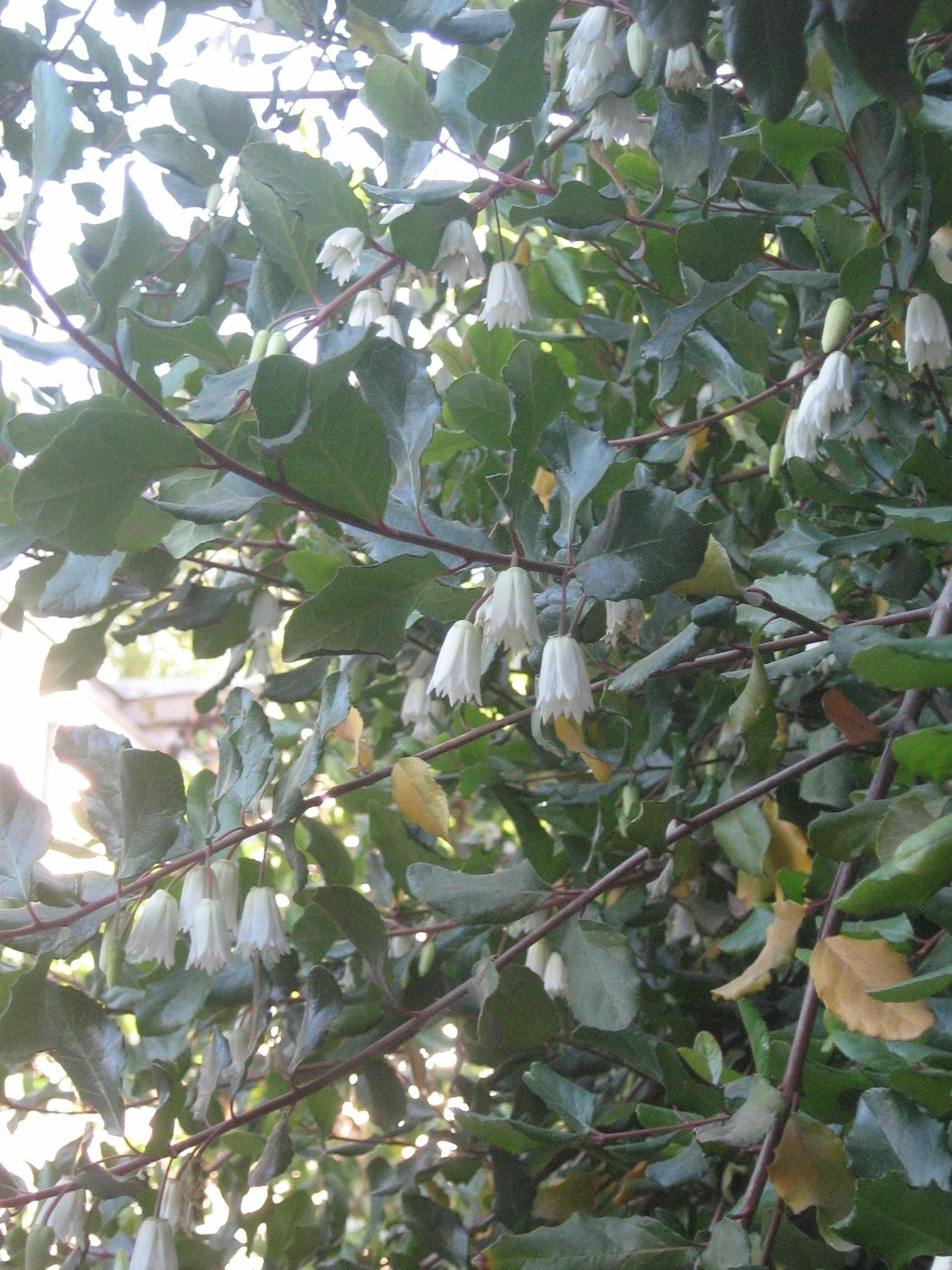
Crinodendron patagua

PokrójKrzewy i drzewa osiągające do 10 m wysokości.
LiścieZimozielone, zazwyczaj naprzeciwległe, pojedyncze, o blaszce ząbkowanej na brzegu.
KwiatyRozwijają się zwykle pojedynczo w kątach liści, z pąków formujących się jesienią. Okwiat urnowaty lub dzwonkowaty – z wąskim ujściem w przypadku kwiatów zapylanych przez kolibry i szerokim, w przypadku zapylanych przez owady. Działek kielicha jest 5. Także 5 jest płatków korony, na brzegu ząbkowanych. Pręcików jest od 10 do 20. Zalążnia jest pięciokomorowa, zwieńczona pojedynczą szyjką słupka.
OwoceZwykle owłosione torebki, otwierające się i odsłaniające czarne nasiona, czasem z szarą osnówką.

## Systematyka
Pozycja systematyczna
Jeden z rodzajów należących do rodziny eleokarpowatych (Elaeocarpaceae).
Wykaz gatunków
- Crinodendron brasiliense Reitz & L.B.Sm.
- Crinodendron hookerianum Gay
- Crinodendron patagua Molina
- Crinodendron tucumanum Lillo